# Gare de Kawanishi-Ikeda
La gare de Kawanishi-Ikeda (川西池田駅, Kawanishi-Ikeda-eki) est une gare ferroviaire située dans la ville de Kawanishi, dans la préfecture de Hyōgo au Japon. La gare est exploitée par la compagnie JR West, sur les lignes Fukuchiyama/JR Takarazuka. L'utilisation de la carte ICOCA est valable dans cette gare.

## Disposition des quais
La gare de  Kawanishi-Ikeda est une gare disposant de deux quais et de quatre voies.

| N° de voie | Ligne           | Direction          |
| ---------- | --------------- | ------------------ |
| 1・2       | ▆ JR Takarazuka | Takararazuka/Sanda |
| 3・4       | ▆ JR Takarazuka | Amagasaki/Osaka    |

## Gares/Stations adjacentes
| JR West               |                                            |                                            |                                            |                     |
| Direction Fukuchiyama | Ligne de Fukuchiyama (Ligne JR Takarazuka) | Ligne de Fukuchiyama (Ligne JR Takarazuka) | Ligne de Fukuchiyama (Ligne JR Takarazuka) | Direction Amagasaki |
| Nakayamadera          |                                            | Tambaji Rapid Service 丹波路快速           |                                            | Itami               |
| Nakayamadera          |                                            | Rapid Service 快速                         |                                            | Itami               |
| Nakayamadera          |                                            | Local 普通                                 |                                            | Kita-Itami          |

- On trouvera à proximité de la gare, la gare Hankyu de Kawanishi-Noseguchi pour les lignes Takarazuka et Myōken (Nose Electric Railway).